# Даду, Сергей Михайлович
Серге́й Миха́йлович Да́ду (рум. Sergiu Dadu; род. 23 января 1981, Кишинёв, Молдавская ССР, СССР) — молдавский футболист, нападающий. Игрок сборной Молдавии. Имеет также российское гражданство.
Четырёхкратный чемпион Молдавии, обладатель Кубка Молдавии и Кубка чемпионов Содружества. В сезоне 2002/03 года стал лучшим бомбардиром чемпионата Молдавии.

## Биография
Заниматься футболом начал в 1989 году в СДЮШОР «Нистру» Кишинёв (первый тренер Сергеев Николай Иванович). В 1999 году начал играть за тираспольский «Шериф». Летом 2003 года вместе с Кристианом Тудором на правах аренды перешёл в «Аланию» из Владикавказа. После этого он дважды уходил из клуба, но возвращался в него.
В 2004 году перешёл в московский ЦСКА. Однако, не сумев пробиться в основной состав, вновь вернулся в «Аланию».
В 2006 году мог оказаться в составе «Томи», однако команда не смогла его заявить, и Даду вернулся в «Шериф». Год спустя, отыграв неплохой сезон, принял предложение одного из лучших клубов Дании — «Мидтьюланна», с которым заключил контракт на четыре с половиной года. Даду был назван болельщиками клуба одним из лучших игроков команды современности, но из-за конфликтов с руководством в 2008 году покинул клуб и вновь оказался в «Алании». Дважды (в 2008 и 2009) становился лучшим бомбардиром команды.
19 июля 2010 года в матче российской премьер-лиги против московского «Локомотива» в стычке с бразильским вратарём Гильерме во второй раз за год получил тяжелейшую травму ноги (перелом в двух местах). Срок восстановления занял больше года. 13 мая 2011 года главный тренер «Алании» Владимир Газзаев заявил, что Даду будет сложно влиться в коллектив после долгого перерыва, и он, скорее всего, покинет команду. 23 мая нападающий был выставлен «Аланией» на трансфер. Даду не скрывал своего недоумения по поводу такого решения руководства клуба, вместе с тем считая годы, проведенные во Владикавказе, лучшими в своей карьере.

Очень рассчитывал завершить карьеру именно во Владикавказе, поскольку «Алания» стала для меня родным клубом, а годы, проведенные здесь, считаю лучшими в своей карьере. Меня можно упрекать в том, что в последнее время редко забивал, но при этом всегда играл с полной самоотдачей. За все время выступления в «Алании» главным критерием в оценке игры была и остается любовь болельщиков. Никогда не забуду их оваций и скандирований «Даду, забей». Поэтому на прощание хотел бы от души поблагодарить их и пожелать новых великих побед «Алании»!
— Сергей Даду
Болельщики владикавказской команды написали президенту клуба Валерию Газзаеву открытое письмо, в котором просили «оставить болельщикам их талисман». На письмо был дан ответ, в котором четко говорилось о том, что Даду всё же покинет команду, несмотря на все его заслуги перед ней:

Для всех периодов в истории есть своё время. При всем уважении к заслугам Сергея, пришло время другой «Алании». О возвращении Даду в команду речи быть не может. Но мы от всей души благодарим Сергея за сделанное для клуба и команды и желаем ему успехов в его дальнейшей карьере.
— Валерий Газзаев
30 мая во время домашнего матча против «Химок» болельщики «Алании» вывесили баннер со словами: «Даду, спасибо за всё!!!».
В августе 2012 года Даду вернулся в «Шериф». В сентябре 2012 года в игре Национального дивизиона Молдавии против «Нистру» вышел на поле в роли голкипера, заменив на 62-й минуте Александра Звягинцева, а в 2013 году завершил свою карьеру, так и не восстановившись от ранее полученной тяжёлой травмы ноги (двойной перелом).

### Сборная
Дебютом Даду в сборной страны стала товарищеская встреча 20 ноября 2002 года против Сборной Венгрии. 20 ноября 2003 года в игре против сборной Люксембурга забил гол на последней минуте и тем самым помог своей сборной выиграть товарищескую игру. Весной 2010 года был вызван в состав сборной, чтобы провести две товарищеские встречи против сборных Азербайджана и ОАЭ. 16 октября 2012 года впервые за долгое время вышел в составе сборной Молдавии и поразил ворота соперников из Сан-Марино точным ударом с одиннадцатиметровой отметки. 6 февраля 2013 года вышел последний раз в составе сборной страны в товарищеской игре против сборной Казахстана. Всего Сергей Даду сыграл 30 матчей за Сборную Молдавии и забил 8 голов.
С середины 2010-х — футбольный агент.

## Статистика выступлений в сборной
| Сезон | Матчи | Голы |
| ----- | ----- | ---- |
| 2002  | 1     | 0    |
| 2003  | 6     | 3    |
| 2004  | 5     | 3    |
| 2005  | 7     | 0    |
| 2006  | 5     | 1    |
| 2007  | 1     | 0    |
| 2010  | 2     | 0    |
| 2012  | 2     | 1    |
| 2013  | 1     | 0    |
| Итого | 30    | 8    |

| Голы Сергея Даду за сборную Молдавии | Голы Сергея Даду за сборную Молдавии | Голы Сергея Даду за сборную Молдавии | Голы Сергея Даду за сборную Молдавии | Голы Сергея Даду за сборную Молдавии | Голы Сергея Даду за сборную Молдавии |
| ------------------------------------ | ------------------------------------ | ------------------------------------ | ------------------------------------ | ------------------------------------ | ------------------------------------ |
| №                                    | Дата                                 | Соперник                             | Счёт                                 | Голы Даду                            | Соревнование                         |
| 1                                    | 12 февраля 2003                      | Грузия                               | 2:2                                  | 1                                    | Товарищеский матч                    |
| 2                                    | 10 сентября 2003                     | Беларусь                             | 2:1                                  | 1                                    | ОЧЕ 2004                             |
| 3                                    | 20 ноября 2003                       | Люксембург                           | 1:2                                  | 1                                    | Товарищеский матч                    |
| 4 и 5                                | 31 марта 2004                        | Азербайджан                          | 2:1                                  | 2                                    | Товарищеский матч                    |
| 6                                    | 13 октября 2004                      | Шотландия                            | 1:1                                  | 1                                    | ОЧМ 2006                             |
| 7                                    | 16 августа 2006                      | Литва                                | 3:2                                  | 1                                    | Товарищеский матч                    |
| 8                                    | 16 октября 2012                      | Сан-Марино                           | 0:2                                  | 1                                    | ОЧМ 2014                             |

## Достижения
Шериф:
- Чемпион Молдавии (4): 2001/02, 2002/03, 2003/04, 2006/07
- Обладатель Кубка Молдавии (1): 2001/02
- Обладатель Кубка чемпионов Содружества (1): 2003[22]

 Шериф/Конструкторул Чобручи:
- Лучший бомбардир чемпионата Молдавии: 2002/03 — 21 гол[23]

 Алания
- Финалист Кубка России: 2010/11